# 常澄駅

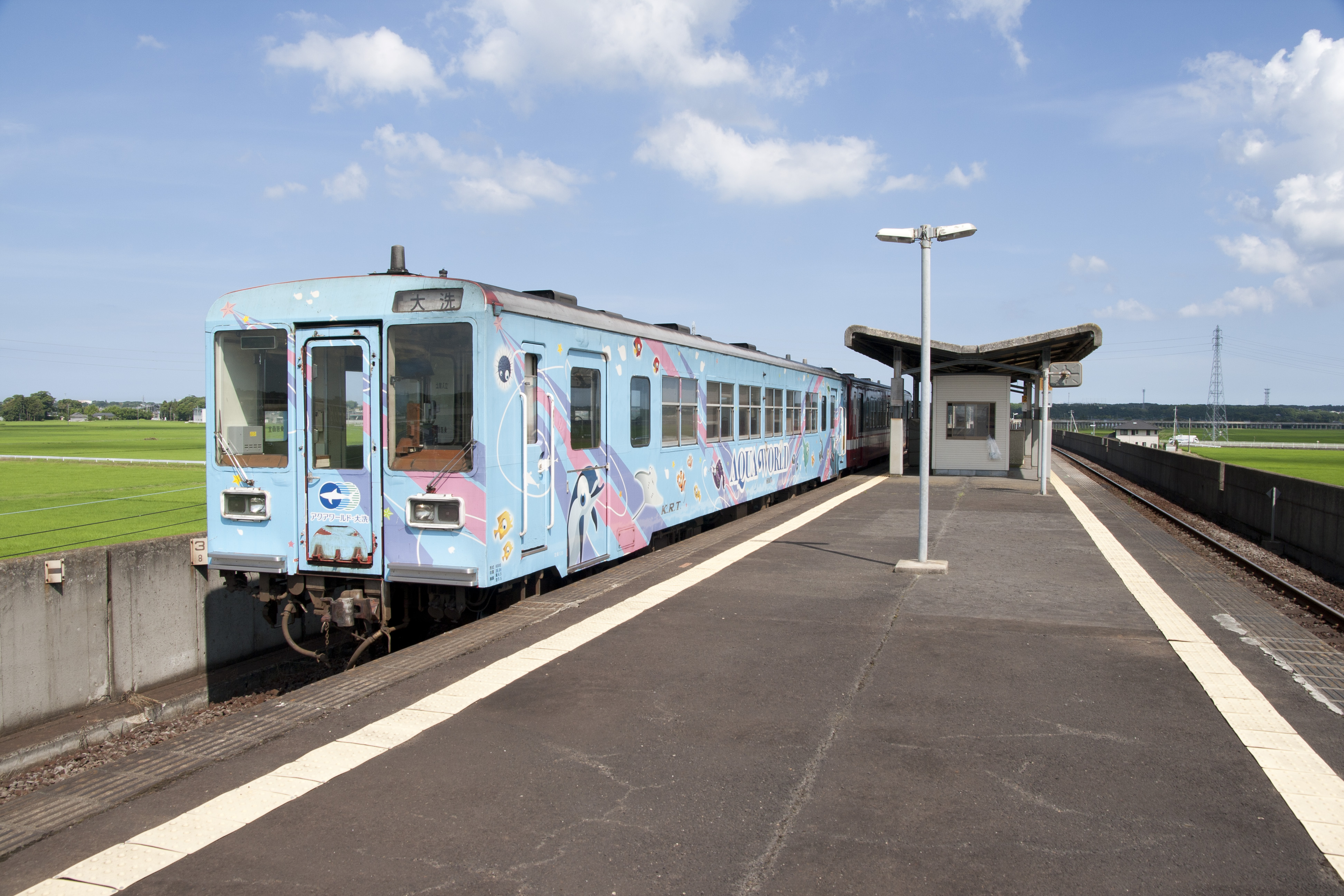
ホーム

常澄駅（つねずみえき）は、茨城県水戸市塩崎町（しおがさきちょう）にある、鹿島臨海鉄道大洗鹿島線の駅である。駅名は旧・東茨城郡常澄村にあったことに由来している。

## 歴史
当駅は水戸市の最東端、旧・東茨城郡常澄村（1992年〔平成4年〕に水戸市編入）に位置する。

### 年表
- 1985年（昭和60年）3月14日 - 大洗鹿島線開通と同時に開業[1]。

## 駅構造
島式ホーム1面2線を有する高架駅。無人駅である。

### のりば
| 番線 | 路線        | 方向 | 行先                 |
| ---- | ----------- | ---- | -------------------- |
| 1    | ■大洗鹿島線 | 下り | 新鉾田・鹿島神宮方面 |
| 2    | ■大洗鹿島線 | 上り | 水戸方面             |

### 当駅における運行形態
- 上り（東水戸・水戸方面）、下り（大洗・新鉾田・鹿島神宮方面）と共に、日中は概ね1時間に2本の普通列車が停車する[2]。

## 利用状況
2019年度の1日平均乗車人員は368人である。
| 年度 | 一日平均乗車人員 |
| ---- | ---------------- |
| 2002 | 519              |
| 2003 | 548              |
| 2004 | 551              |
| 2005 | 549              |
| 2006 | 517              |
| 2007 | 513              |
| 2008 | 524              |
| 2009 | 501              |
| 2010 | 486              |
| 2011 | 386              |
| 2012 | 405              |
| 2013 | 412              |
| 2014 | 396              |
| 2015 | 382              |
| 2016 | 399              |
| 2017 | 389              |
| 2018 | 365              |
| 2019 | 368              |

## 駅周辺
駅周辺は田園地帯である。なおひたちなか海浜鉄道湊線高田の鉄橋駅、那珂湊駅へは2kmほどである。
- 国道245号
- 国道51号
- 東水戸道路水戸大洗IC
- 茨城県立水戸高等特別支援学校
- 水戸市立下大野小学校
- 水戸市役所常澄出張所（旧・常澄村役場）
- 常澄郵便局
- 大串貝塚ふれあい公園
- 那珂川

## バス路線
茨城交通が那珂湊駅行きの路線バスを運行していたが2015年3月31日をもって廃止された。

## 隣の駅
鹿島臨海鉄道
■大洗鹿島線
東水戸駅 - 常澄駅 - 大洗駅